# Фёдоров, Николай Павлович
Николай Павлович Фёдоров — директор Дубненского машиностроительного завода ДПКО «Радуга» (1968—1987), лауреат Государственной премии СССР.
Родился 12 февраля 1929 года в Нижегородской области в семье служащих.
Окончил Казанский авиационный институт (1952), инженер-механик.  Член КПСС с 1954 г.
С 1952 по 1964 г. работал на Дубненском машиностроительном заводе (первое время назывался опытный авиазавод №1): инженер-конструктор, начальник серийно-конструкторского отдела, начальник цеха, заместитель начальника производства, секретарь парткома.
С 1964 г. второй, с августа 1965 по июнь 1968 г. первый секретарь Дубненского ГК КПСС.
С 1968 по 1987 год директор Дубненского машиностроительного завода. Под его руководством на был освоен серийный выпуск новых видов ракетной и авиационной техники, выполнялись и перевыполнялись плановые задания, велось строительство социально-значимых объектов и жилья.
Лауреат Государственной премии СССР. Почётный гражданин города Дубна. Почётный авиастроитель СССР.  Награждён орденами Ленина, Октябрьской Революции, Трудового Красного Знамени, медалями. 
Умер в 1993 году.